# 雷納冰川
67°40′S 48°25′E / 67.667°S 48.417°E
雷納冰川（英語：Rayner Glacier）是南極洲的冰川，寬16公里，最終在孔頓山以西注入恩德比地，該冰川在1956年由澳大利亞的探險隊發現，以該國礦產資源部部長命名。